# Достать до неба
«Достать до неба» — советский рисованный мультфильм режиссёра Гарри Бардина, созданный в 1975 году на студии «Союзмультфильм».

## Сюжет
Мальчик Женя вечером сидел у окна и смотрел на звёздное небо. Вдруг одна звезда упала. Мальчик вылез через окно во двор и с пёсиком Шариком отправился на её поиски. Найдя упавшую звёздочку, Женя спрятал её в водосточную трубу.
На следующий день находку, которую чуть было не замела с мусором дворничиха, мальчик показал своим друзьям Мишке и Алёнке. Дети решили вернуть звезду на небо и стали искать помощи у взрослых, но все или отмахивались, или не могли достать до неба. И только с помощью космонавта на ракете удалось прикрепить звёздочку на своё место.

## История создания
Гарри Бардин написал сценарий «Достать до неба» и принёс на «Союзмультфильм», директор студии, прочитав его, сказал автору: «Вы режиссёр, Вы и ставьте!» Так началась биография Бардина в мультипликации. Когда Бардин закончил свой первый мультфильм, он должен был показать его худсовету. После просмотра первым слово взял Иван Петрович Иванов-Вано: «Я слышал, что вот есть такой Бардин, пришёл с улицы и что-то пытается сделать. А сегодня увидел крепкую режиссёрскую работу, и я поздравляю студию с таким приобретением!» После такого выступления обсуждение закончилось, больше никто ничего не сказал.

## Создатели
- автор сценария и режиссёр — Гарри Бардин
- художники-постановщики — Светлана Гвиниашвили, София Митрофанова
- композитор — Алексей Рыбников
- оператор — Кабул Расулов
- звукооператор — Борис Фильчиков
- монтажёр — Маргарита Михеева
- художники-мультипликаторы: Ольга Орлова, Олег Комаров, Виктор Шевков, Наталия Богомолова, Марина Восканьянц, Татьяна Фадеева, Валентин Кушнерёв
- роли озвучивали

- Анюта Рыбникова — Алёнка
- Кирилл Харитонов — Женя
- Петя Дегтярёв — Мишка
- ассистент режиссёра — Лидия Ковалевская
- ассистент оператора — Людмила Крутовская
- художник — Анна Атаманова
- редактор — Татьяна Папорова
- директор картины — Любовь Бутырина